# 蔣之奇
蔣之奇（1031年—1104年），字穎叔，常州宜興（今屬江蘇）人。
蔣之翰之弟。宋仁宗嘉祐二年（1057年）進士。宋英宗初年，擢監察御史。宋神宗時轉殿中侍御史。彈劾歐陽脩帷薄不修，與長媳吳春燕有曖昧行為，歐陽修多次辭職，未得允准。經朝廷查核，純屬誣枉，宋神宗兩次降詔安慰歐陽脩，貶之奇監道州酒稅。元丰初年（1078），提举楚州市易司。绍圣二年（1095年），改知开封府。貢院有人考試做弊被逮，蔣之奇欲重罰之，礼部侍郎徐鐸不答應，蔣之奇只得從輕發落。左仆射章惇聞知大怒，更加重其刑責。徽宗崇寧元年（1102年），知樞密院事，出知杭州，以疾歸。崇寧三年（1104年）卒。能詩，今存《春卿遺稿》輯本。《宋史》卷三四三有傳。